# 特許金融分析師協會
特許金融分析師協會是一家全球性的非营利组织。自1945年以来，该组织一直出版同行評審季刊《金融分析师杂志》。 特许金融分析师协会总部位于美國夏洛蒂鎮。 
1947年，波士顿、芝加哥、纽约和費城四个金融分析师协会合併成一個新的組織。 2004 年，組織改成現在這個名字，即特许金融分析师协会。 